# Desmidium occidentale
Desmidium occidentale là một loài Song tinh tảo trong họ Desmidiaceae, thuộc chi Desmidium.